# Ліпу (Китай)
Ліпу (кит. спр. 荔浦市, піньїнь: Lìpŭ Shì) — місто-повіт в Гуансі-Чжуанському автономному районі, складова міста Гуйлінь.

## Географія
Ліпу розташовується на північному сході провінції, лежить на висоті близько 150 метрів над рівнем моря.

### Клімат
Місто знаходиться у зоні, котра характеризується вологим субтропічним кліматом. Найтепліший місяць — липень із середньою температурою 28,3 °C. Найхолодніший місяць — січень, із середньою температурою 9,3 °С.
| Клімат Ліпу             | Клімат Ліпу | Клімат Ліпу | Клімат Ліпу | Клімат Ліпу | Клімат Ліпу | Клімат Ліпу | Клімат Ліпу | Клімат Ліпу | Клімат Ліпу | Клімат Ліпу | Клімат Ліпу | Клімат Ліпу | Клімат Ліпу |
| Показник                | Січ.        | Лют.        | Бер.        | Квіт.       | Трав.       | Черв.       | Лип.        | Серп.       | Вер.        | Жовт.       | Лист.       | Груд.       | Рік         |
| Середній максимум, °C   | 13,4        | 15          | 18,6        | 22,4        | 28,6        | 31,1        | 33,2        | 33,3        | 31,1        | 27,1        | 21,8        | 16,5        | 24,3        |
| Середня температура, °C | 9,3         | 11,2        | 14,6        | 20,2        | 24,1        | 26,8        | 28,3        | 28,1        | 25,9        | 21,7        | 16,3        | 11,3        | 19,8        |
| Середній мінімум, °C    | 6,5         | 8,5         | 11,8        | 17          | 20,8        | 23,6        | 24,8        | 24,5        | 22,1        | 17,7        | 12,5        | 7,6         | 16,5        |
| Норма опадів, мм        | 64.5        | 75          | 103.9       | 160.9       | 217.3       | 249.8       | 161.2       | 137.6       | 65.2        | 57.2        | 57.4        | 38.7        | 1388.7      |
| Вологість повітря, %    | 79          | 81          | 82          | 82          | 82          | 82          | 79          | 79          | 77          | 75          | 75          | 74          | 80          |
| ----------------------- | ----------- | ----------- | ----------- | ----------- | ----------- | ----------- | ----------- | ----------- | ----------- | ----------- | ----------- | ----------- | ----------- |
| Джерело: data.cma.cn    |             |             |             |             |             |             |             |             |             |             |             |             |             |